# Барабашівка (Ізюмський район)
Барабаші́вка —  село в Україні, у Барвінківській міській громаді Ізюмського району Харківської області. Населення становить 4 осіб. До 2020 орган місцевого самоврядування — Великокомишуваська сільська рада.

## Географія
Село Барабашівка знаходиться на лівому березі річки Велика Комишуваха, на якій створена загата. На протилежному березі проходить автомобільна дорога Р79. За 3 км знаходиться село Велика Комишуваха.

## Історія
Село вперше згадується на мапі 1788 року.
12 червня 2020 року, відповідно до Розпорядження Кабінету Міністрів України  № 725-р «Про визначення адміністративних центрів та затвердження територій територіальних громад Харківської області», увійшло до складу Барвінківської міської територіальної громади.
19 липня 2020 року, в результаті адміністративно-територіальної реформи та ліквідації Барвінківського району, село увійшло до складу Ізюмського району.

## Населення

### Мова
Розподіл населення за рідною мовою за даними перепису 2001 року:
| Мова      | Кількість | Відсоток |
| --------- | --------- | -------- |
| російська | 4         | 100%     |